# 검단탑종합병원
검단탑종합병원(Gumdan Top General Hospital)은 인천광역시 서구에 있는 종합병원이다.(완정역 4번출구)

## 역사
- 2009년 1월 12일 개설 허가
- 2009년 1월 13일 진료 개시
- 2010년 지역응급의료센터 지정
- 2010년 대한민국 고용창출 100대 우수기업 - 대통령표창
- 2012년 대한민국 나눔국민대상 수장(보건복지부 장관상)
- 2013년 5월 20일 심뇌혈관센터 오픈
- 2014년 아시아 경기대회 공식 지정병원
- 2015년 간호간병 통합서비스 병동 오픈
- 2018년 평창동계 올림픽 응급의료서비스 의료지원협약
- 2019년 보건복지부 3주기 의료기관인증 획득
- 2020년 코로나19 호흡기환자 진료 - 국민안심병원 지정
- 2020년 대한민국 나눔국민대상 수상
- 2020년 코로나19 적극 대응 공로인정 인천시장 표창 수상